# Janne Blichert-Toft
Janne Blichert-Toft est une chercheuse française en géochimie. Directrice de recherche au CNRS, elle exerce au Laboratoire de géologie de Lyon : Terre, planètes, environnement.

## Biographie
Janne Blichert-Toft naît à Copenhague au Danemark et arrive en France en 1994. Elle entre à l'ENS de Lyon en tant que post-doctorante puis en 1996, elle obtient le poste temporaire d'enseignement et de recherche. En 1997, elle devient chargée de recherche au CNRS ainsi que directrice de recherche en 2002.

## Travaux
Les travaux de Janne Blichert-Toft ont un impact en Sciences de la Terre et de l'Univers. Ses travaux ont été honorés en décembre lors du congrès mondial situé à Chicago.
Ses thèmes de recherche sont : Terre et Planètes, Sciences de la Terre, Géochimie, Cosmochimie, Météorologie, Anthropologie, Géoarchéologie et l'Archéologie.

## Récompenses et distinctions
- Prix Dolomieu du Bureau de recherches géologiques et minières (2022)[4] ;
- Médaille d'argent du CNRS (2012)[5] ;
- Fellow de l'Union américaine de géophysique (2012)[6] ;
- Prix Étienne-Roth du CEA (2005)[7] ;
- Médaille de bronze du CNRS (2001)[8].